# Божидар Маговац
Божидар Маговац (Загреб, 13. октобар 1908 — Загреб, 24. јануар 1955) био је хрватски политичар, новинар и публициста.

## Биографија
Рођен је 1908. године у Загребу. Гимназију је завршио у Карловцу, а студирао на Економско-комерцијалној високој школи и Филозофском факултету (етнологију) у Загребу. Члан ХСС-а постао је током студија. Од 1927. до 1929. био је члан уредништва листа Дом, а од 1928. године секретар Универзитетског удружења „Матија Губец“, те члан Сељачке слоге.
Након окупације Југославије 1941. године, није се слагао с Мачековом политиком чекања. У рату је формирана фракција ХСС-а, Хрватска (републиканска) сељачка странка, која се позивала на радићевску традицију пре 1925. године. Током 1942. се повезао с Народноослободилачким покретом Југославије, а 31. маја 1943. са својом породицом прелази у партизане.
Био је покретач и уредник Слободног дома, гласила ХСС-а међу партизанима, те оснивач и члан Извршног одбора Х(Р)СС-а у НОП-у. Октобра 1943. био је изабран за потпредседника Извршног одбора ЗАВНОХ-а, а на Другом заседању АВНОЈ-а новембра 1943. постао је Трећи потпредседник НКОЈ-а. Године 1944, као предводник мањине унутар ИО Х(Р)СС-а која се залагала за одржавање веза с Мачеком, сукобио се с већином унутар одбора, која је подупирала званичну линију НОП-а. Ускоро је остао без потпоре и у својим редовима, те је дао оставку на све функције, а и искључен је из Извршног одбора ЈНОФ. После тога је био интерниран на Вису и у Загребу.
Након завршетка рата био је равнатељ Градске књижнице у Загребу (1945–1947). Године 1947. био је ухапшен, а 1948. осуђен на шест година робије коју је издржавао у Старој Градишки до 1953. године.
Умро је 24. јануара 1955. године у Загребу и сахрањен на загребачком гробљу Мирогој.

## Публицистички рад
Био је члан уредништва Народног вала, Сељачке просвјете, Еволуције, Јутарњег листа, Обзора, Сељачке слоге, Хрватске енциклопедије (до 1943) те Сабраних дела Антуна Радића. Покренуо је и уређивао листове Златни клас и Сељачки свијет.